# Західний Тамбілувіл-2
Грама Ніладхарі Західний Тамбілувіл-2 (№ TK/11B) — Грама Ніладхарі підрозділу ОС Тірукковіл, округ Ампара, Східна провінція, Шрі-Ланка.

## Демографія
| Населення (2007) | Населення (2007) | Населення (2007) | Населення (2007) | Населення (2007) |
| Населення        | Чоловіки         | Жінки            | Діти             | Дорослі          |
| ---------------- | ---------------- | ---------------- | ---------------- | ---------------- |
| 1132             | 563              | 569              | 336              | 796              |